# Gabbiano della Frisia orientale
Il Gabbiano della Frisia orientale (in tedesco Ostfriesische Möwe) è un pollo originario della Germania, viene allevata fin dai primi dell'Ottocento nei dintorni di Hannover. È un tipo di gallina allevata prevalentemente per la produzione di uova. Questa variante di pollo è molto dedita alla cova, al contrario di altre razze come la livorno. Le uova di questo tipo di gallina presentano il guscio bianco.

## Caratteristiche morfologiche
Esistono due varietà di pollo: la prima è la variante argentata, mentre la seconda è quella dorata.

## Peso
Essendo una razza prettamente ovaiola, non tende ad ingrassare più di tanto e di conseguenza a mettere su "carne". Di fatto le dimensioni restano nella media.
| Tipo    | Minimo  | Massimo |
| ------- | ------- | ------- |
| Gallo   | 2,25 kg | 3,00 kg |
| Gallina | 1,75 kg | 2,5 kg  |